# Ignaz von Döllinger
Johann Joseph Ignaz von Döllinger (Bamberg, 28 februari 1799 – München, 14 januari 1890) was een Duitse theoloog, katholieke priester en kerkhistoricus. In zijn geschriften uitte hij kritiek op het pausdom en verwierp hij het dogma van de pauselijke onfeilbaarheid, waarmee hij zich afzette tegen de ultramontanen. Tegelijkertijd bleef hij waarde hechten aan de traditie, waarmee hij afweek van de liberale katholieken. Aanhangers van de pauselijke onfeilbaarheid beriepen zich vaak op die traditie, maar dat deden ze volgens Von Döllinger ten onrechte.
Vanwege zijn verzet tegen de pauselijke onfeilbaarheid werd Von Döllinger uit de Rooms-Katholieke Kerk verbannen. Hij wordt beschouwd als een van de grondleggers van de leer, groei en ontwikkeling van de Oudkatholieke Kerk, hoewel hij zich nooit bij dat kerkgenootschap heeft aangesloten.